# Le Lorrain
Le Lorrain é uma comuna francesa no departamento ultramarino da Martinica. Estende-se por uma área de 50.33 km², e possui 6.824 habitantes, segundo o censo de 2018, com uma densidade de 140 hab/km².